# Krynica (dopływ Zielawy)
Krynica – struga dorzecza Bugu, prawy dopływ Zielawy o długości 14,29 km. Wypływa w okolicach wsi Lubień w województwie lubelskim. Płynąc w kierunku północnym przecina drogę wojewódzką nr 818, a następnie mija miejscowości Zahajki i Zahajki-Kolonia, po czym po paru kilometrach wpada do Zielawy.